# Limatrice

Una limatrice

La limatrice è una macchina utensile ad asportazione di truciolo impiegata per sgrossare o scanalare la superficie piana di un pezzo metallico.

## Storia

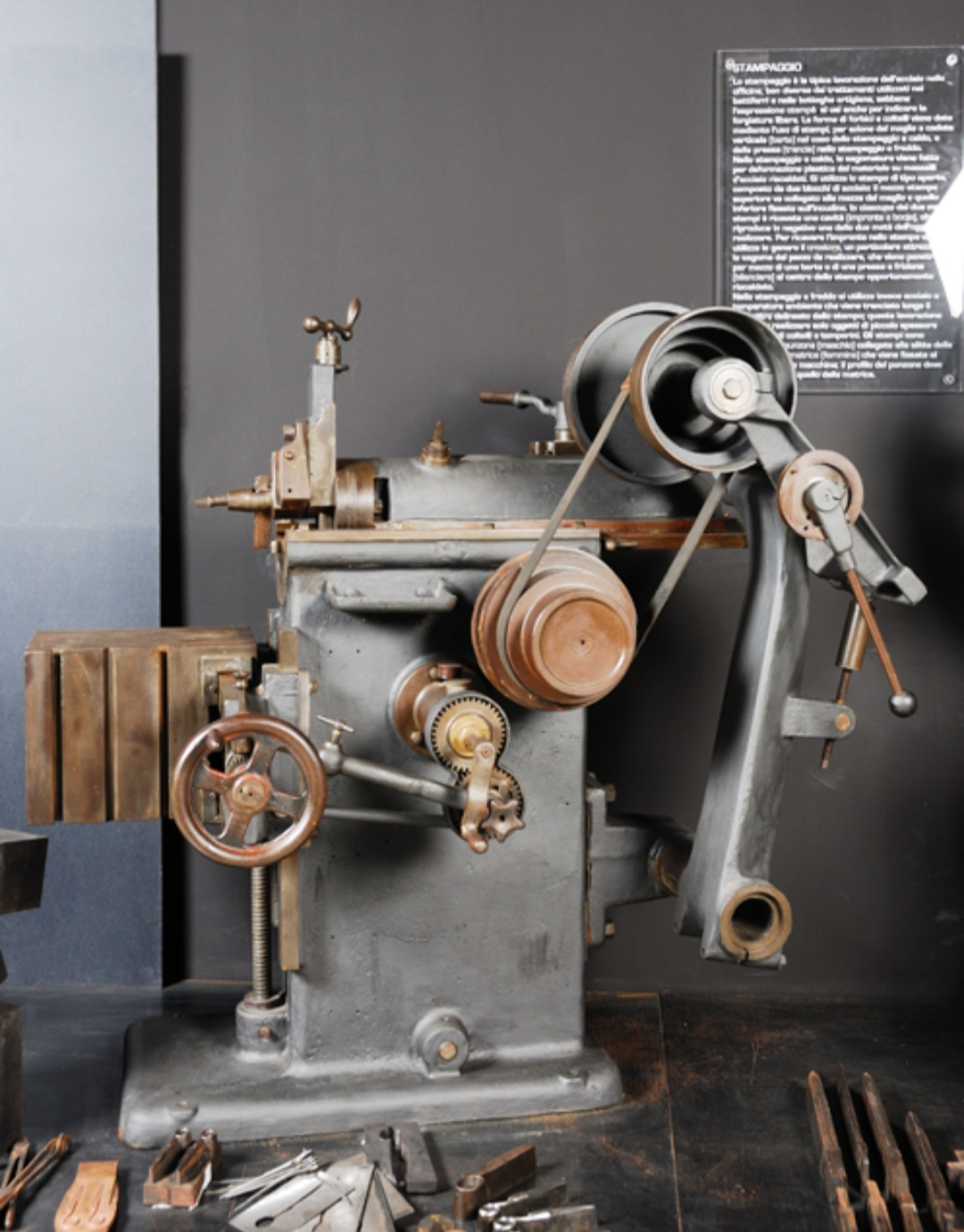
Una limatrice d'epoca utilizzata nella rivoluzione industriale per la lavorazione dei metalli, esposta al Museo dell'Arte Fabbrile e delle Coltellerie di Maniago (PN).

La limatrice è una macchina utensile nata all'inizio del XIX secolo, durante la rivoluzione industriale, per rispondere alla crescente esigenza di lavorare superfici metalliche piane o sagomate con maggiore precisione rispetto alla limatura manuale.
Una delle prime limatrici moderne viene attribuita a James Nasmyth, ingegnere scozzese, (colui che creò anche il martello a vapore) che nel 1836 progettò una macchina capace di eseguire il movimento alternativo necessario per l’asportazione di materiale attraverso un utensile a tagliente singolo.
Durante il XIX e buona parte del XX secolo, la limatrice fu largamente utilizzata in officine meccaniche, industrie e cantieri per la realizzazione di componenti meccanici. Era apprezzata per la sua semplicità e precisione, soprattutto per lavorazioni singole o in piccole serie.
Con il tempo, la limatrice è stata progressivamente sostituita da macchine utensili più efficienti e versatili, come le fresatrici e, successivamente, le macchine a controllo numerico. Dalla seconda metà del Novecento in poi, l’uso della limatrice è diminuito drasticamente, fino quasi a scomparire dalle produzioni industriali moderne.
Oggi la limatrice sopravvive principalmente in contesti didattici, laboratori artigianali o per lavori specifici dove la sua semplicità può ancora rappresentare un vantaggio.

## Descrizione e funzionamento
L'asportazione di truciolo avviene attraverso moto di taglio traslatorio rettilineo alternativo dell'utensile e moto di alimentazione traslatorio del pezzo. Il moto di lavoro, ottenuto dalla composizione del moto di taglio e del moto di alimentazione, è di tipo elicoidale.
La parte frontale è costituita da una tavola portapezzi, regolabile in altezza, dov'è alloggiata una morsa, nella quale viene collocato il pezzo da lavorare e fissato a seconda della lavorazione da effettuare. Se il pezzo rimane fermo nella stessa posizione si effettua una lavorazione di scanalatura, mentre se invece si muove in modo rettilineo si effettua una lavorazione di spianatura della superficie; il tutto avviene con l'ausilio di un utensile sgrossatore.
L'utensile (ugnetto) è collegato ad un organo della limatrice chiamato "slittone", che ha un movimento rettilineo alternativo. L'utensile è montato su una slitta verticale, e può quindi venire avvicinato od allontanato al pezzo mediante un volantino; quindi la profondità di passata cioè la quantità di truciolo da asportare dal pezzo in lavorazione viene determinata dal movimento che l'operatore effettua mediante il volantino. 

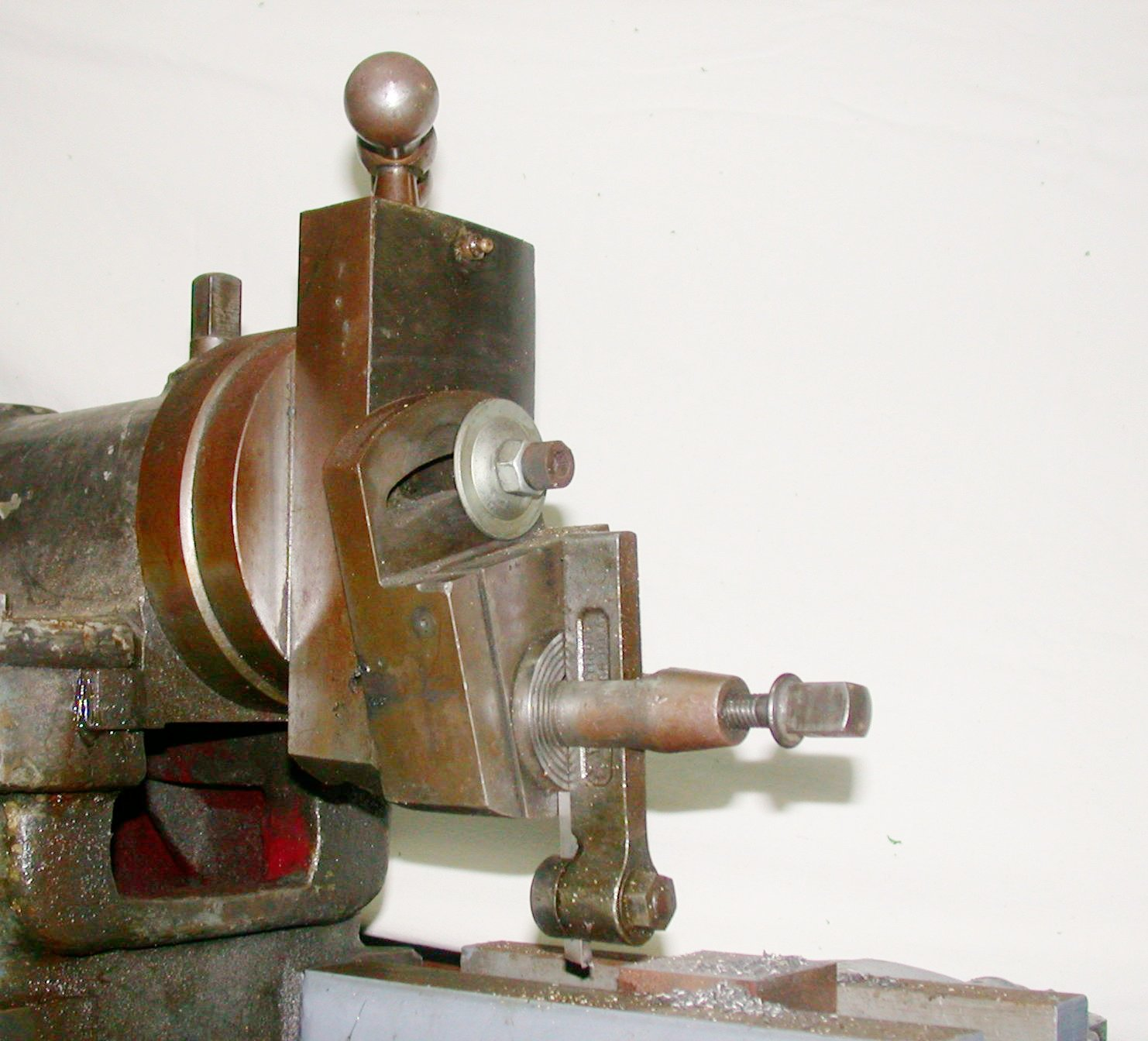
Particolare della testa portautensile

Il pezzo da lavorare viene fissato sulla tavola portapezzi ed il moto di avanzamento per la lavorazione viene dato mediante la rotazione di un nottolino, posto lateralmente alla limatrice. Il nottolino ha una forma circolare e sulla parte superiore vi è impressa una freccia e la direzione che determina lo spostamento della tavola portapezzi. Il tempo macchina della limatrice ci è dato da {\displaystyle T=L/a*n}.
Un particolare molto importante della limatrice è il glifo oscillante che trasforma il moto rotatorio fornito dal motore nel moto rettilineo alternativo che viene fornito allo slittone. La staffa del glifo è incardinata alla parte bassa della limatrice mentre la parte alta è fissata allo slittone. La particolarità del moto fornito dal glifo oscillante è che la corsa di ritorno a vuoto dello slittone è molto più rapida della corsa di lavoro, permettendo così di rendere più rapida la lavorazione.
La forma del truciolo dipende dal tipo di materiale lavorato e dall'utensile utilizzato. In generale materiali duttili (ad esempio acciaio) danno trucioli più lunghi e uniti, mentre materiali più fragili danno trucioli più sbriciolati.

## Applicazioni
Normalmente la limatrice è utilizzata per operazioni di sgrossatura di superfici piane, ma è possibile utilizzarla anche per lavorazioni su superfici cilindriche o rigate sghembe.
Si utilizza quando la notevole durezza della superficie non permette l'utilizzo di una fresatrice.